# Liste der Naturdenkmale in Freisen
Die Liste der Naturdenkmale in Freisen nennt die auf dem Gebiet der Gemeinde Freisen im Landkreis St. Wendel im Saarland gelegenen Naturdenkmale.

## Naturdenkmale
| Bild            | Bezeichnung                   | Ort                                                    | Beschreibung                                                                                              | Art | Nr.                            |
| --------------- | ----------------------------- | ------------------------------------------------------ | --- | --- | ------------------------------ |
| BW              | Eiche Freisen                 | Freisen 49° 32′ 35,6″ N, 7° 15′ 28,9″ O)               | an der Straße Freisen-Oberkirchen, 0,5 km südöstlich des Sportplatzes Freisen                             |     | ND-016-WND-FRE (ex: D 2.05.01) |
| BW              | Eiche Schwarzerden            | Freisen Schwarzerden 49° 32′ 4,5″ N, 7° 16′ 55,7″ O)   | am Feuerwehrhaus St. Wendeler Straße, gegenüber der Gaststätte                                            |     | ND-017-WND-FRE (ex: D 2.05.02) |
| Fotos hochladen | Steinerner Schrank            | Freisen Oberkirchen 49° 30′ 38,9″ N, 7° 14′ 16,3″ O)   | Porphyrfelsen westlich der Straße Hoof-Oberkirchen, etwa 500 m nordwestlich der Höhe 421,4 am Weiselberg. |     | ND-018-WND-FRE (ex: D 2.05.03) |
| BW              | Linde an der Ellermühle       | Freisen Haupersweiler 49° 30′ 30,9″ N, 7° 16′ 25,3″ O) | |     | ND-019-WND-FRE (ex: D 2.05.04) |
| BW              | Lindenallee Reitscheid        | Freisen Reitscheid 49° 31′ 48,7″ N, 7° 13′ 26,4″ O)    | beiderseits Ortsausgang Reitscheid, Richtung Freisen zur L 133                                            |     | ND-020-WND-FRE (ex: D 2.05.05) |
| BW              | Eiche Eitzweiler              | Freisen Eitzweiler 49° 33′ 4,5″ N, 7° 12′ 16,8″ O)     | auf einer Anhöhe, links an der Eichenstraße                                                               |     | ND-021-WND-FRE (ex: D 2.05.06) |
| BW              | Stieleiche Freisen-Eitzweiler | Freisen Eitzweiler 49° 33′ 19,4″ N, 7° 12′ 37,7″ O)    | nahe der Straße Freisen-Eitzweiler, an der Abzweigung nach Hahnweiler, links                              |     | ND-022-WND-FRE (ex: D 2.05.07) |

## Ehemalige Naturdenkmale
Vor der Neuverordnung durch den Landkreis St. Wendel im Juni 2005 gab es in Freisen noch 10 Naturdenkmale.

## Belege
1. ↑  
Naturdenkmale im Landkreis St. Wendel. (pdf; 40 kB) in Amtsblatt des Saarlandes vom 7. Juli 2005. Der Landrat des Landkreises St. Wendel – Untere Naturschutzbehörde –, abgerufen am 29. Juni 2016.
2. ↑  Landesamt für Umwelt-
 und Arbeitsschutz:
 ND in Freisen
3. ↑  
Verordnung zur Neuordnung der Naturdenkmale und ehemaligen Geschützten Landschaftsbestandteilen im Landkreis St. Wendel. Vom 28. September 1998. (pdf; 135 kB) in Amtsblatt des Saarlandes vom 12. November 1998. Der Landrat des Landkreises St. Wendel – Untere Naturschutzbehörde –, abgerufen am 18. April 2019.

- Karte mit allen Koordinaten:
- OSM |
- WikiMap